# Exodokidium
Exodokidium là một chi rêu trong họ Bartramiaceae.